# Estevan Group
Estevan Group är öar i Kanada.   De ligger i Regional District of Kitimat-Stikine och provinsen British Columbia, i den sydvästra delen av landet, 3 900 km väster om huvudstaden Ottawa.
De större öarna i ögruppen är Trutch Island, Barnard Island, Dewdney Island, Prior Island och Lotbinière Island.